# Vladimír Tatarka
Vladimír Tatarka (ur. 13 lutego 1945 w Bańskiej Bystrzycy, zm. 17 sierpnia 2001 w Tatrach) – słowacki taternik, alpinista, przewodnik tatrzański, ratownik górski i narciarz wysokogórski.
Vladimír Tatarka zaczął uprawiać taternictwo w 1961 roku, wspinał się także w Alpach, na Kaukazie, w Hindukuszu, w Pamirze i w Himalajach. Od 1975 roku był ratownikiem Pogotowia Górskiego, w 1979 roku otrzymał uprawnienia przewodnika tatrzańskiego. Tatarka był autorem wielu trudnych tatrzańskich zjazdów narciarskich, m.in. północno-wschodnią ścianą Sławkowskiego Szczytu do Doliny Staroleśnej. W dniach 26–28 kwietnia 1986 roku dokonał samotnej wycieczki narciarskiej, której punktem wypadowym był Zielony Staw Kieżmarski. Podczas tego wyczynu odwiedził na nartach szereg tatrzańskich dolin i trawersował kilkanaście tatrzańskich ścian. Wiele odcinków pokonanej przez niego trasy to pierwsze przejścia narciarskie.
Tatarka zginął 17 sierpnia 2001 roku podczas wspinaczki z własną córką na zachodnim filarze Ganku.